# Budai Gázgyár
A Budai Gázgyár egy ma már nem létező régi budapesti gázipari létesítmény.

## Története
A gázgyárat a Trieszti Általános Légszesztársulat építtette Budapest második gázgyáraként – az 1856-os Józsefvárosi Gázgyár után, annál jóval kisebb méretben – 1865-ben vagy 1866-ban.
A gázgyár a Margit körút – Kis Rókus utca – Fény utca – (ma már nem létező) Vince utca által határolt telken (mai kb. Margit körút 77.) épült fel Az 1572 négyszögöl nagyságú telket a főváros biztosította ingyen. 1878-ban újabb 867, 1902-ben még 174 négyszögöl területtel bővült az üzem A gyár hátsó oldala mögött helyezkedett el a Ganz Villamossági Művek.
A gyár a következő épületeket foglalta magában: egyemeletes iroda- és lakóépület, kemenceház, tisztítóház, műhely, raktár, fészer, kátránygödrök, szénraktárak, gáztárolók. A gyárnak műszaki szempontból az 1890-es években 8 kemence, 64 retorta, 1 léghűtő, 3 kátrányszedő, 5 kisebb tisztítószekrénye, 3 gáztartója, 2 gőzzel hajtott exhausztora és 1 főgázórája volt. Az üzem vasúti iparvágánnyal hosszú időn át nem rendelkezett, a szenet szekerek szállították a területre. Csak 1898-ben épült iparvágány a telephelyre a Margit-körúti villamoshálózat felől.
1888-ban új, 5000 köbméteres légszesztartó épült a telken Pucher István tervei szerint. 1900-ban vízgázgyárat is akartak építeni, de ezt végül minisztériumi szintről elutasították, majd 1911-ben mégis engedélyezték.
A Budai Gázgyár a környék világítását szolgálta, 1885-ben 492 egész éjjel-, és 406 fél-éjjel világító lámpát, 1895-ben 910 egész éjjel-, és 963 fél éjjel világító lámpát működtettek vele. 1903-ban a gyár naponként körülbelül 13.000 köbméter gázt tudott előállítani, amely a szakvélemények szerint kevésnek bizonyult. A gyár bővítésére nem adtak engedélyt, hanem új gázgyár épült Buda északi részén, ez lett az Óbudai Gázgyár. A Budai Gázgyárat az előbbi átadása után két hónappal, 1913. december 20-án bezárták. A vízgázgyár 1915. március 1-ig működött tartalék üzemként.
A gyár épületeinek elbontási ideje nem ismert. A területre később a Ganz Villamossági Művek épített csarnokot, illetve a Kohó- és Gépipari Minisztérium irodaháza került. Mindkét épület később ugyancsak el lett bontva. A területen ma a Millenáris Széllkapu Park van.

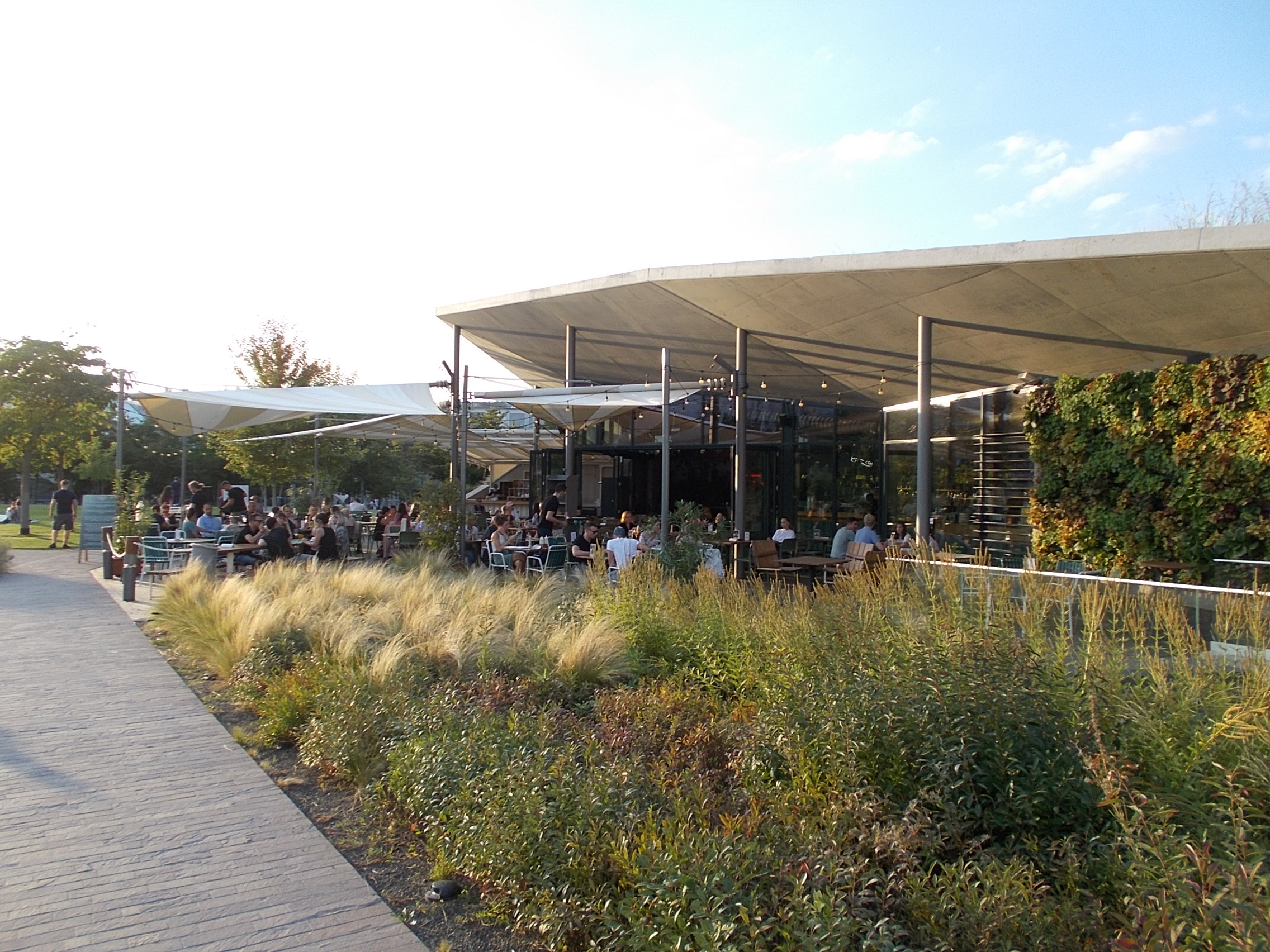
A Budai Gázgyár helyén napjainkban a Széllkapu Park található